# Don't Worry (Madcon)
Don't Worry è un singolo del gruppo musicale norvegese Madcon, pubblicato il 20 febbraio 2015.
Il singolo ha visto la collaborazione del cantautore statunitense Ray Dalton.
La canzone, inizialmente distribuita in Norvegia per il download digitale (dove ha raggiunto la quarta posizione nella Norwegian Singles Chart), è stata pubblicata in seguito in tutto il mondo dall'etichetta discografica Sony Music Entertainment.

## Video musicale
Il videoclip del brano è stato pubblicato il 18 aprile 2015 e inizia con un meteorite che si schianta in un paesino della Norvegia: dal meteorite esce un alieno con le sembianze umane, che si alza dalla macchina su cui è precipitato e con i suoi poteri inizia a far scatenare gli abitanti con balli, canti e a farli divertire; le scene vengono alternate ai Madcon che eseguono la canzone insieme a Ray Dalton.
Alla fine del video, la missione dell'alieno (rendere il mondo un posto più felice) è completata e ritorna a casa teletrasportato dalla sua navicella spaziale.

## Uso nei media
- Il brano è stato utilizzato come colonna sonora degli spot di Wind dall'8 giugno all'8 novembre 2015.
- Nel 2016 invece è stato utilizzato come colonna sonora degli spot della Hyundai.
- Il brano è stato utilizzato nell'ottava edizione del programma televisivo Ciao Darwin, condotto da Paolo Bonolis e Luca Laurenti in onda su Canale 5 come singolo degli Highlights delle prime tre puntate venendo sostituita dalla quarta puntata dal brano Can't Stop the Feeling! di Justin Timberlake.
- Nel 2024 è stato utilizzato come colonna sonora degli spot della Vodafone con protagonista Alessandro Cattelan.